# Бутлегерство
Бутле́герство (англ. bootlegging, от bootleg — голенище) — подпольное производство и продажа спиртных напитков, а также торговля контрабандными товарами в США.

## История
Считается, что термин возник во время Гражданской войны в США, когда солдаты проносили спиртное в армейские лагеря, пряча бутылки в сапогах или под брюками. Кроме того, согласно PBS, этот термин стал популярен, когда тысячи городских жителей продавали спиртные напитки из ёмкостей, которые они держали в своих сапогах, что распространилось во всех крупных городах и сельских районах.
Пик нелегального импорта алкоголя и производства самогона пришёлся на период действия сухого закона в США 1920—1930-х годов.
Контрабанда алкоголя началась вскоре после введения первых налогов на алкогольные напитки. Британское правительство уже в XVI веке применяло особые суда («куттера»), чтобы остановить контрабандистов.
Пираты часто зарабатывали дополнительные деньги, продавая ром в колонии с высокими налогами. Были времена, когда продажа алкоголя была ограничена по другим причинам, например запретом продажи американским индейцам на Старом Западе и в Западной Канаде или местными запретами, подобными действовавшим на острове Принца Эдуарда с 1901 по 1948 год.

### Контрабанда алкоголя в США
В начале XX века контрабанда в промышленных масштабах проходила в обоих направлениях через границу между Канадой и США в разных местах, в основном между Виндзором, Онтарио и Детройтом, штат Мичиган. Хотя в Канаде никогда не было настоящего общенационального запрета, федеральное правительство предоставило провинциям простой способ запретить алкоголь в соответствии с Законом о военных мерах (1914), а большинство провинций и территория Юкон уже ввело запрет на местном уровне к 1918 году. Кабинет министров запретил междупровинциальную торговлю и ввоз спиртных напитков. Национальный запрет в Соединенных Штатах действовал только в 1920 году, хотя до этого во многих штатах был запрет на общегосударственном уровне. В течение двухлетнего перерыва в Канаду нелегально ввозилось достаточно американских спиртных напитков, чтобы подорвать поддержку запрета в Канаде, поэтому он был постепенно отменён, начиная с Квебека и Юкона в 1919 году и включая все провинции, кроме острова Принца Эдуарда, к 1930 году. Кроме того, запрета никогда не включал запрет на производство спиртных напитков на экспорт. Вскоре торговля на чёрном рынке прекратилась, и канадские виски и пиво в больших количествах хлынули в Соединённые Штаты. Опять же, эта незаконная международная торговля подорвала поддержку запрета в принимающей стране, и американская версия прекратила своё существование (на национальном уровне) в 1933 году.
Один из самых известных периодов торговли ромом начался в Соединенных Штатах, когда 16 января 1920 года был введён сухой закон, вступила в силу Восемнадцатая поправка. Этот период длился до тех пор, пока поправка не была отменена с ратификацией Двадцать первой поправки 5 декабря 1933 года.
Через несколько месяцев оживлённой борьбы контрабандной деятельности береговая охрана начала сообщать о снижении активности контрабандистов. Это было началом торговли ромом Бимини-Багамы и появлением Билла Маккоя.
С началом запрета капитан Маккой начал привозить ром из Бимини и остальных Багамских островов в южную Флориду через правительственную вырезку. Из-за начавшегося вскоре противодействия береговой охраны он начал подвозить незаконные товары за пределы территориальных вод США и позволил меньшим лодкам и другим капитанам, таким как Гавана Джо, рискнуть доставить их на берег.
Торговля ромом шла очень хорошо, и вскоре Маккой купил на аукционе самодельную глостерскую шхуну под названием Arethusa и переименовал ее в Tomoka. Он установил вспомогательное оборудование, скрытый пулемёт на её палубе и переоборудовал рыбные загоны внизу, чтобы вместить много контрабанды. Tomoka стала одним из самых известных торговцев ромом, вместе с двумя другими его кораблями, перевозившими в основном ирландский и канадский виски, а также изысканные ликёры и вина в порты от штата Мэн до Флориды.
Капитаны обычно добавляли воду в бутылки, чтобы увеличить свою прибыль или перемаркировать их как товары лучшего качества. Часто дешёвое игристое вино превращалось во французское или итальянское шампанское; безмарочные спиртные напитки стали первоклассными торговыми марками. Маккой прославился тем, что никогда не добавлял воды в выпивку и продавал только лучшие бренды. Хотя эта фраза появилась в печати в 1882 году, это одна из нескольких народных этимологий происхождения термина «Настоящий Маккой».
15 ноября 1923 года Маккой и Томока столкнулись с катером береговой охраны США «Сенека» недалеко от территориальных вод США. Абордажная группа попыталась сесть на борт, но Маккой отогнал их стрельбой из пулемёта. Томока попытался убежать, но Сенека «посадил» снаряд прямо у её корпуса, и Уильям Маккой сдал свой корабль и груз.
Маккою приписывают идею доводить большие корабли до границы трёхмильной (5,6 км) границы территориальных вод США и продавать там свои товары «контактным судам», местным рыбакам и капитанам небольших лодок. Маленькие быстрые лодки могли легко уходить от кораблей береговой охраны, причаливать в любом месте и передавать свой груз ожидающему их покупателю. Вскоре их примеру последовали и другие, и предел в три мили (5,6 км) стал известен как «Линия рома», а ожидающие корабли назывались «Ромовым рядом». Граница территориальных вод (а следовательно, и Линия рома) была продлена до 12 миль (22 км) актом Конгресса США от 21 апреля 1924 года, что усложнило путь малым судам.
Контрабандисты часто следовали в США из Канады через Великие озёра и морской путь Святого Лаврентия и далее по западному побережью в Сан-Франциско и Лос-Анджелес. Производство рома из Канады также было проблемой, особенно во время запрета в начале 1900-х годов.
В Канаде было много винокурен, одним из самых известных винокуров был Хирам Уокер, который разработал канадский клубный виски. Французские острова Сен-Пьер и Микелон, расположенные к югу от Ньюфаундленда, были важной базой контрабандистов, в их числе были Аль Капоне, Саванна Неизвестный и Билл Маккой. Мексиканский залив также изобиловал судами, курсирующими из Мексики и Багамских островов в Галвестон, штат Техас, на болота Луизианы и побережье Алабамы. Безусловно, самый большой флот контрабандистов находился в районе Нью-Йорка / Филадельфии у побережья Нью-Джерси, где одновременно было замечено до 60 кораблей. Одним из самых известных любителей рома в Нью-Джерси был Хабана Джо, которого можно было увидеть ночью, следующим в отдалённые районы в заливе Раритан на своей лодке с плоским дном.
При столь большой конкуренции контрабандисты часто развешивали большие транспаранты, рекламирующие свои товары, и устраивали вечеринки с проститутками на борту своих кораблей, чтобы привлечь клиентов. Их деятельность была абсолютно беззаконной, но многие экипажи вооружались не против правительственных кораблей, а против других контрабандистов, которые могли потопить корабль конкурентов и захватить его груз, вместо того, чтобы в Канаде или на Карибских островах получить новую партию контрабанды. В список контрабанды, помимо алкоголя, попали швейцарские часы, французская парфюмерия, оружие для кубинских революционеров.

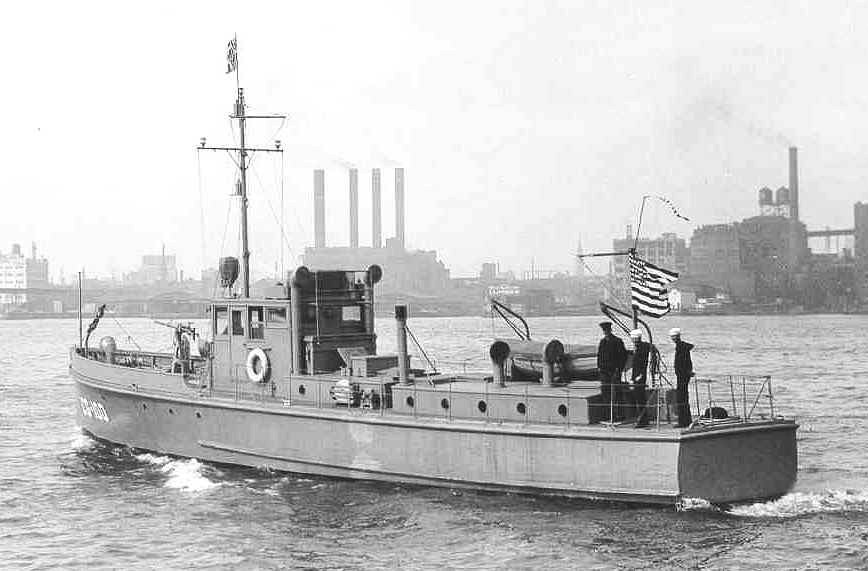
CG-100, типичный 75-футовик

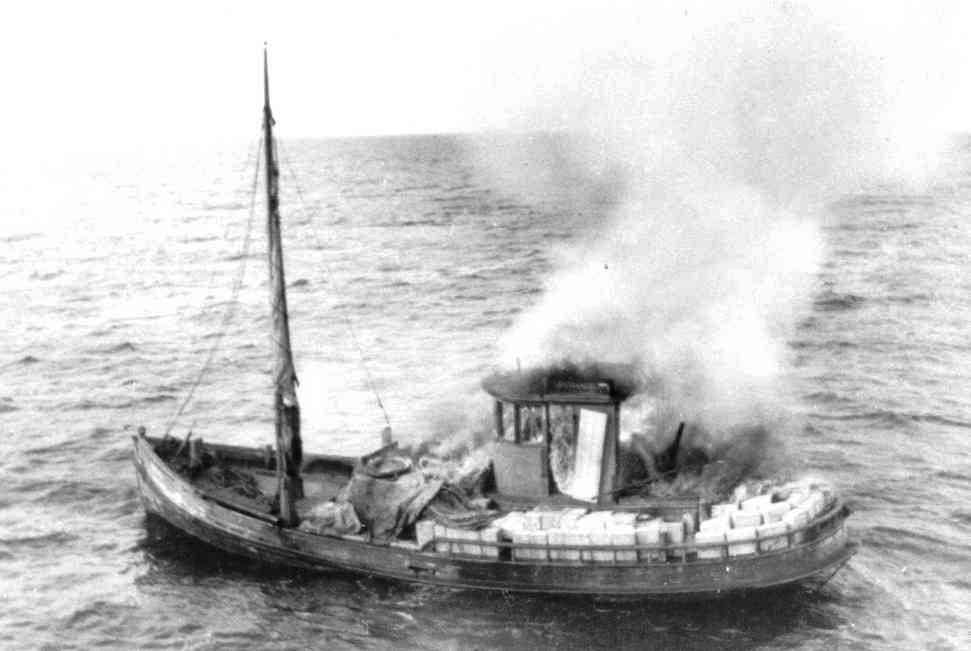
Linwood сжигает улики

Вначале «флот рома» состоял из разношёрстной флотилии рыбацких лодок, катеров и небольших торговых судов. По мере того как действовал алкогольный запрет, доходы от контрабанды становились всё выше, а корабли контрабандистов больше и специализированнее. К переделанным рыболовным судам вскоре присоединились маленькие грузовые моторные суда, построенные на заказ в Новой Шотландии для перевозки рома, с низким серым корпусом, скрытыми отсеками и мощным радиооборудованием. Были построены специализированные быстроходные суда для сообщения «корабль-берег». Эти высокоскоростные лодки часто были роскошными яхтами и катерами, оснащёнными мощными авиационными двигателями, пулемётами и защищённые бронёй. Контрабандисты часто держали наготове канистры с отработанным моторным маслом, чтобы заливать их в горячие выпускные коллекторы на тот случай, если потребуется завеса дыма.

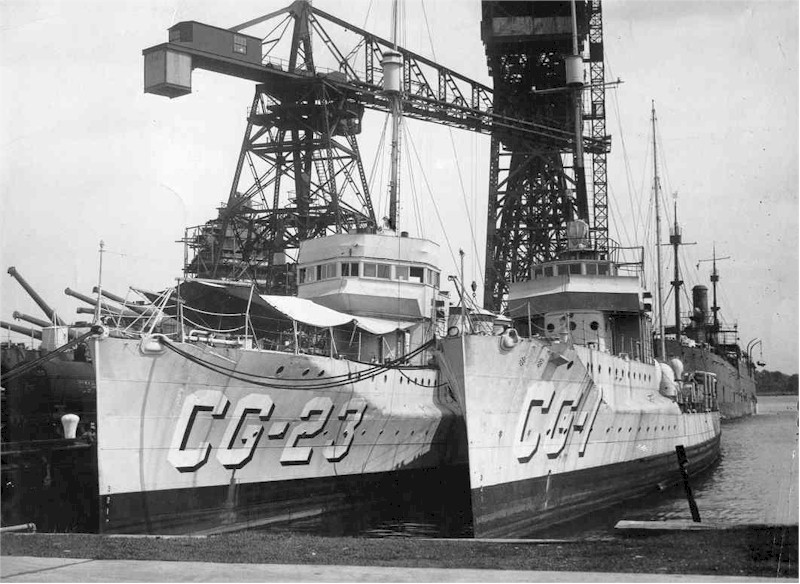
Корабли Береговой Охраны «Такер» и «Кассин»

Контрабандистам противостояли патрульные и портовые катера, прибрежный патруль. Большинство патрульных катеров были 75-футовыми катерами с максимальной скоростью около 15 узлов. Береговая Охрана располагала также 25 переданными из состава флота эсминцами (типов от Полдинг до Клемсон), которые, однако, были неповоротливы и имели большую осадку.
Суда торговцев ромом были определённо быстрее и манёвреннее. Капитан судна, торгующий ромом, мог зарабатывать несколько сотен тысяч долларов в год, в то время как комендант береговой охраны зарабатывал всего 6000 долларов в год, а моряки — 30 долларов в неделю. Столь огромные доходы от контрабанды приводили к тому, что торговцы ромом были готовы идти на большой риск, плыли без освещения ночью, в тумане, рискуя жизнью и здоровьем. Часто были случаи, когда их суда тонули, натолкнувшись на песчаную отмель или риф в темноте на высокой скорости.
Береговая охрана вела тяжёлую работу, проводила разведку и наращивала вооружение, чтобы противостоять контрабанде. Её бюджет вырос более чем вдвое, служба обзавелась современной службой электронной разведки, отслеживающей, пеленгующей и дешифрующей активность контрабандистов в радиоэфире. Корабли торговцев контрабандным ромом часто продавались на аукционе вскоре после судебного разбирательства — часто обратно первоначальным владельцам. Некоторые корабли были перехвачены три или четыре раза, прежде чем они были окончательно потоплены или выведены из строя. Но у береговой охраны были и другие обязанности, и ей часто приходилось отпускать контрабандистов, чтобы помочь тонущему судну или справиться с другой чрезвычайной ситуацией.

### Контрабанда рома в Северную Европу в 1920—1930-е гг.
Запретительное законодательство об алкоголе в Финляндии (полный запрет алкоголя с 1919 по 1931 год), Норвегии (запрет продажи алкоголя выше 20 % с 1917 по 1927 год) и шведская система Братта, жёстко ограничивавшая продажу алкоголя, сделали эти три страны привлекательными для контрабанды алкоголя из-за границы. Основным поставщиком контрабандных спиртных напитков стали Германия, Польша, Нидерланды и другие страны. Алкоголь на законных основаниях вывозился на больших кораблях в качестве беспошлинной продукции через такие порты, как Гамбург, Таллинн, Киль и, в частности, вольный город Данциг, эти суда обычно не выходили из международных вод, и алкоголь тайно перегружался на маленькие лодки, которые незаконно доставляли его в страны назначения. Несмотря на предпринимаемые Финляндией различные усилия по борьбе с контрабандой (Хельсинкская конвенция о борьбе с контрабандой алкогольных напитков 1925 года), контрабандистам удалось обойти законы о борьбе с контрабандой с помощью «удобных флагов».

### Новейшая история
По многим причинам (включая уклонение от уплаты налогов и акцизов) контрабанда алкоголя по-прежнему вызывает озабоченность во всём мире.
В США отмена «сухого закона» не прекратила контрабанду алкоголя. В американских Аппалачах, например, спрос на самогон был на рекордно высоком уровне в 1920-х годах, но безудержное бутлегерство в засушливых районах продолжалось до 1970-х годов. Хотя известные бутлегеры того времени, возможно, им больше не занимаются, бутлегерство всё ещё существует, хотя и в меньших масштабах. Штат Вирджиния сообщил, что ежегодно теряет до 20 миллионов долларов из-за незаконной торговли виски.
Правительство Соединённого Королевства не может дополучить около 900 миллионов фунтов стерлингов налогов из-за контрабанды алкоголя.
Контрабандно ввозился в Соединённые Штаты абсент, пока он не был легализован в 2007 году. Кубинский ром также иногда ввозится контрабандой в США в обход эмбарго, существовавшего с 1960 года.
В настоящее время бутлегерством может называться деятельность по нелегальному распространению несанкционированно изготовленных произведений, защищённых авторским правом. См. Бутлег.